# Talgoxe
Talgoxe (Parus major) är en fågel inom ordningen tättingar och familjen mesar. Den är vanlig i hela Europa, västra, centrala och norra Asien och delar av Nordafrika och förekommer i alla sorters skogslandskap. Den är vanligen stannfågel och de flesta talgoxar flyttar inte förutom under extremt hårda vintrar. Talgoxen är den mest utbredda arten i släktet Parus och dess taxonomi är komplicerad och omdiskuterad. Den är nära släkt med asiatiska arten grå talgoxe som tidigare behandlades som del av talgoxen. Denna urskiljs dock numera vanligen som en egen art. 
Talgoxen är lätt igenkännlig med svart huvud och hals, framträdande vita kinder, olivgrön ovansida och gul undersida, med viss variation bland de många underarterna. Den äter huvudsakligen insekter på sommaren medan den på vintern äter en mer varierad föda. Liksom alla mesar är den hålhäckare och häckar vanligen i trädhål. Honan lägger omkring tolv ägg och ruvar dem ensam, men båda föräldrarna tar hand om ungarna. De flesta år föder paret upp två kullar. Bona kan plundras av hackspettar, ekorrar och vesslor och angripas av loppor, och adulta fåglar kan jagas av sparvhökar. Talgoxen har anpassat sig väl till människans miljöpåverkan och är en vanlig fågel i stadsparker och trädgårdar. Den är också en viktig art för ornitologiska studier.

## Utseende och läte

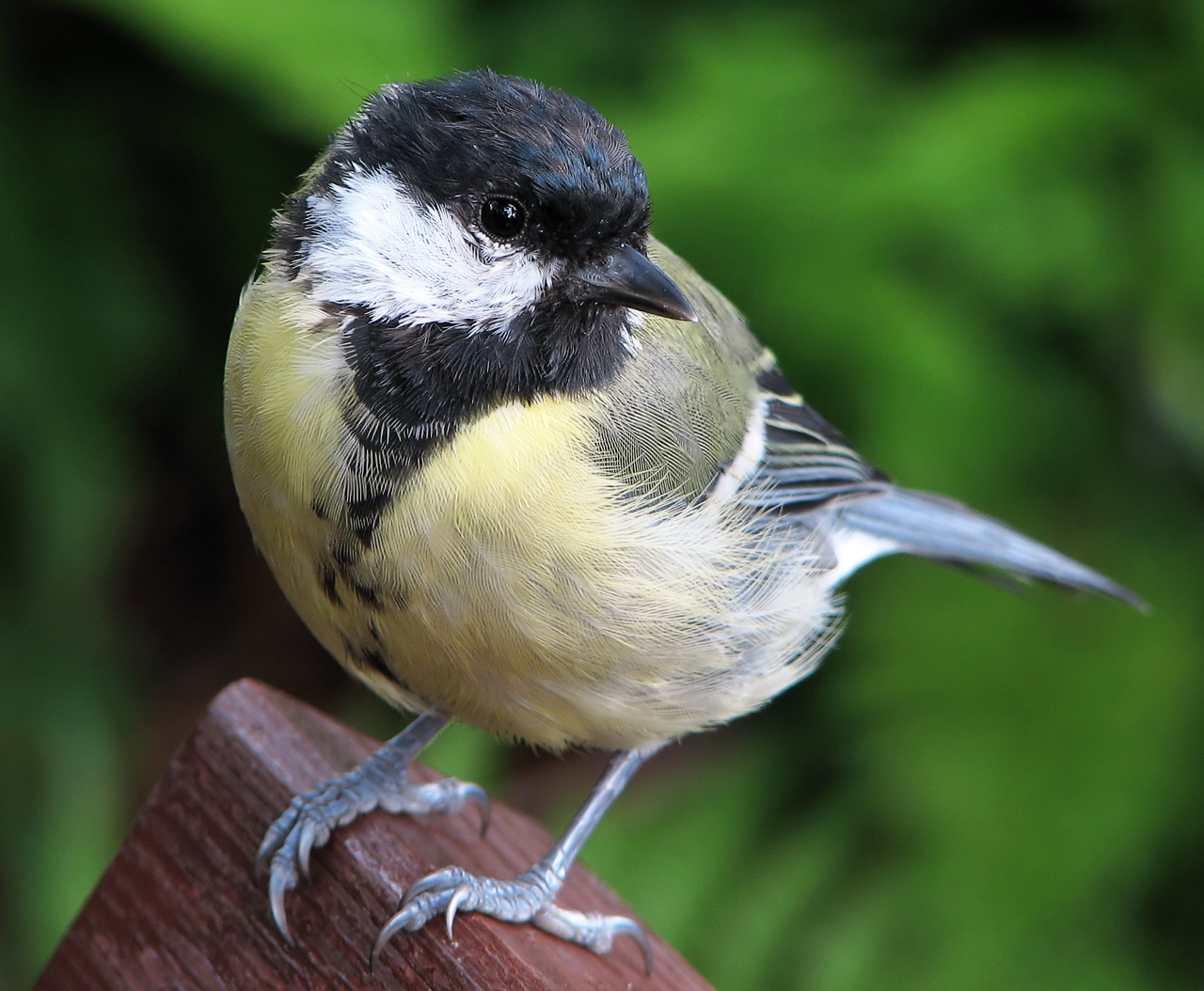
På honor och ungfåglar är mittranden på bröstet smalare och ibland avbruten.

Talgoxen är en stor mes som mäter 12,5–14,0 cm och den har ett distinkt utseende som gör arten lätt att känna igen. Den väger 16–21 gram. Nominatformen P. major major har blåsvart hjässa, svart nacke, strupe, haklapp och huvud, och vita kinder och örontäckare. Bröstet är klart citrongult med en svart längsgående rand mitt på, som löper från haklappen till kloaköppningen. Den har en blekvit fläck på halsen som övergår till grönaktigt gul på övre nacken. Resten av nacken och ryggen är grön med olivgrön nyans. Vingtäckarna är gröna, resten av vingen är blågrå med ett vitt vingband. Stjärten är blåaktigt grå med vita ytterkanter. Honans fjäderdräkt liknar hanens förutom att färgerna på det hela taget är blekare; haklappen är mindre intensivt svart, liksom randen som löper nedför magen, vilken också är smalare och ibland avbruten. Ungfåglar liknar honan, förutom att de har blekt olivbruna nackar och halsar, gråaktig gump, och gråare stjärtar med mindre markerade vita spetsar. Näbben är konisk, kullrig och ungefär dubbelt så lång som hög. Klorna är krökta, hoptryckta och spetsiga.

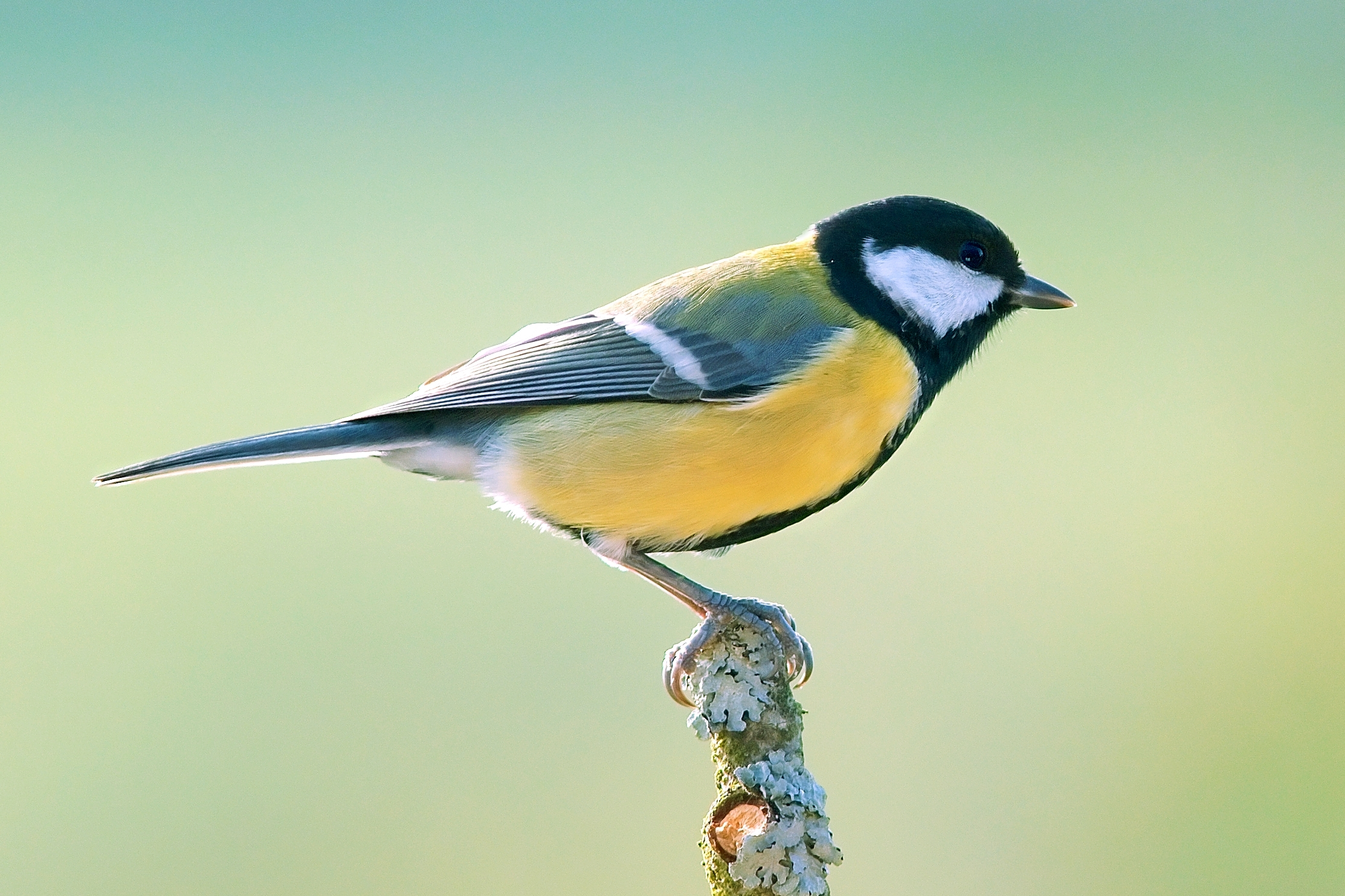
Hanens fjäderdräkt är normalt kontrastrikare och klarare än honans, men detta varierar mellan underarter.

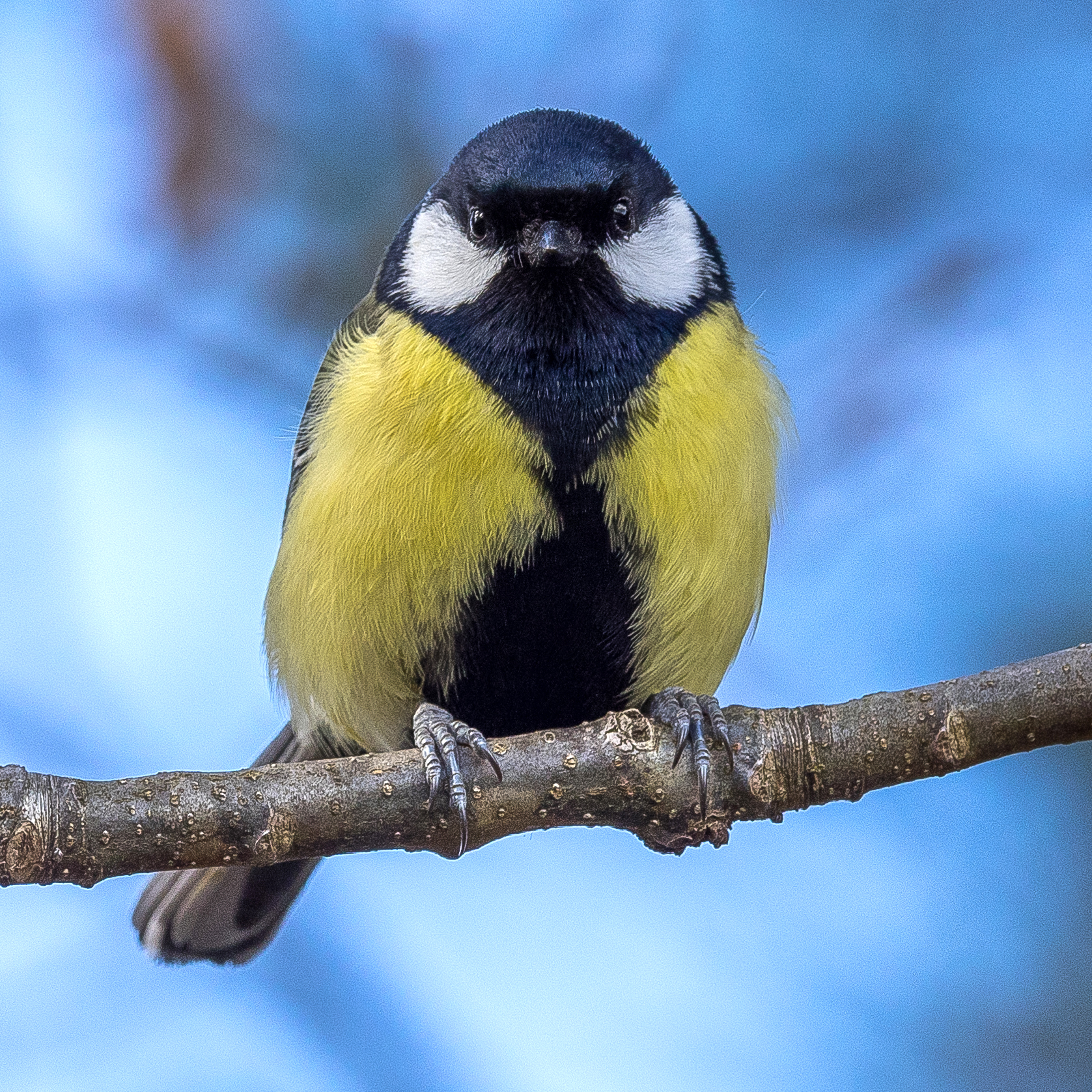
Talgoxhane med klara gula sidor

Färgen på hanens bröst har visats korrelera med mer motståndskraftig sperma, och är ett sätt som hanen använder för att visa honor sin reproduktiva överlägsenhet. Högre nivåer av karotenoid ökar intensiteten i den gula färgen på bröstet, och gör det också möjligt för sperman att bättre motstå angrepp av fria radikaler. Karotenoider kan inte syntetiseras av fågeln och måste inhämtas från födan, så en klargul färg på hanen demonstrerar hans förmåga att skaffa sig bra näring. Bredden på hanens bukband, som varierar mellan individer, är en faktor i urvalet. Honor av högre kvalitet tycks välja hanar med bredare band.

### Läte
Talgoxen är, liksom andra mesar, en ljudlig fågel, och har upp till 40 sorters läten och sånger. Locklätena är i allmänhet samma mellan könen, men hanen är mycket ljudligare och honan lockar sällan. Ett bofinkaktigt "ping, ping" hörs ofta. Mjuka enstaka toner som "pit", "spick" eller "tjitt" används som kontaktläten. Ett högljutt "tink"används av vuxna hanar som larm eller i revirstrider. Ett av de mest välkända lätena är ett "tí-ta, tí-ta", som ofta liknas vid ett gnissligt skottkärrehjul, vilket används för att hävda revirägande. Förr i tiden ansågs bland engelsmän att det "filande" lätet förebådade regn.  Det finns inte mycket geografisk variation i läten, men mesar från de två sydasiatiska grupperna som nyligen åtskildes från talgoxen känner inte igen och reagerar inte på lockläten från talgoxar från tempererade zoner.
En förklaring till talgoxens breda repertoar är Beau Geste-teorin. Hjälten med samma namn som romanen ställde upp döda soldater mot murarna för att ge intrycket att hans fort var bättre försvarat än det verkligen var. På samma sätt ger mångfalden läten intrycket att talgoxens revir är mer tätbefolkat än det faktiskt är. Oavsett om denna teori stämmer eller inte är fåglar med stora uppsättningar läten socialt dominanta och har större häckningsframgång.

## Utbredning och habitat
Talgoxen har en vidsträckt utbredning över stora delar av Eurasien. Den återfinns över hela Europa förutom Island och norra Skandinavien, inklusive flera öar i Medelhavet. I Nordafrika återfinns den i Marocko, Algeriet och Tunisien. Den förekommer också över Mellanöstern och delar av Centralasien från norra Iran och Afghanistan till Mongoliet, samt över norra Asien från Uralbergen österut ända till norra Kina och Amurdalen.

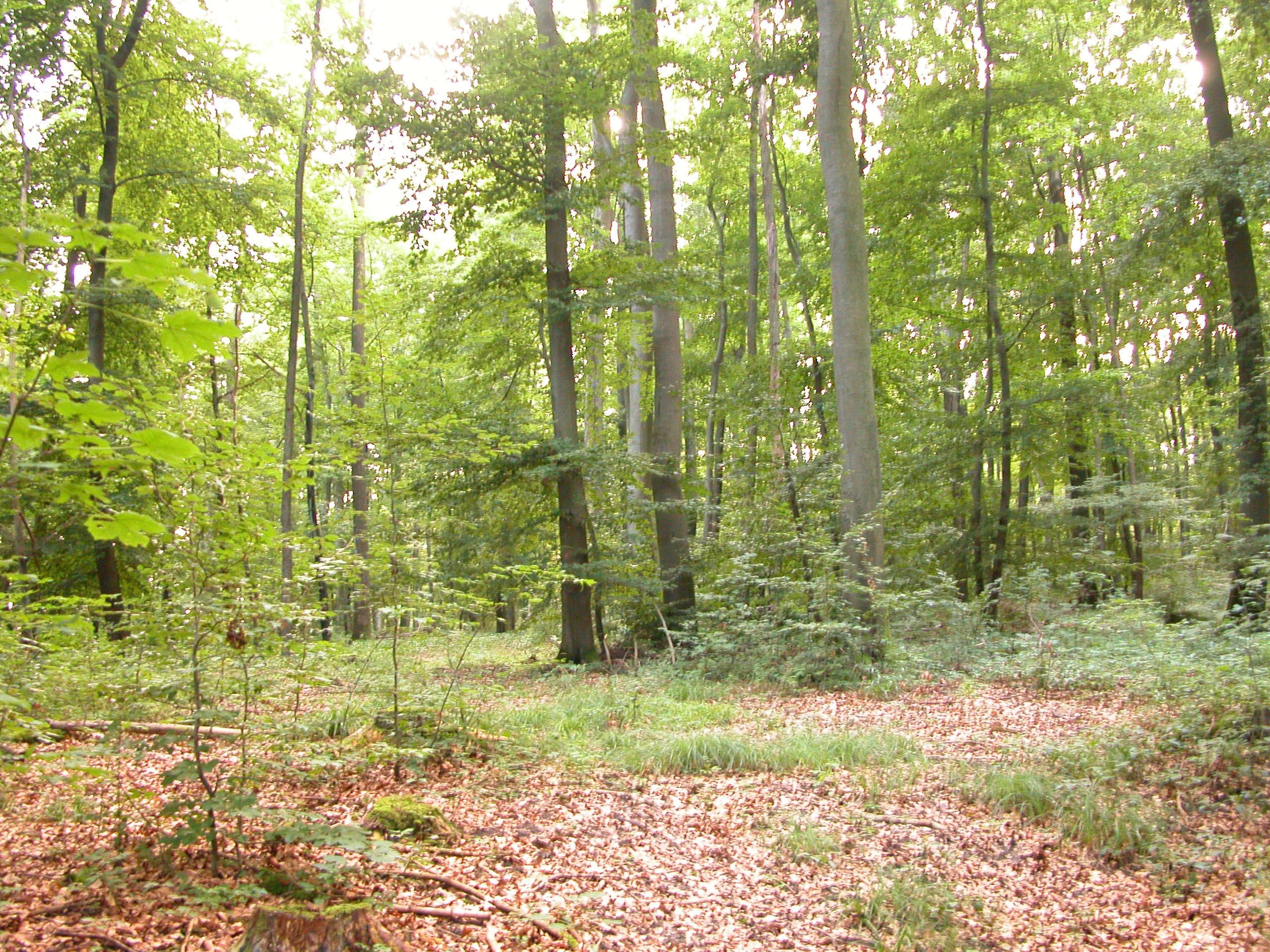
Blandskogar tillhör de habitat som talgoxar använder i Europa.

Talgoxen bebor ett antal olika habitat. Den återfinns oftast i öppna lövskogslandskap, blandskog och skogsbryn. I täta skogar, däribland barrskogar, återfinns den vanligen i gläntor. I norra Sibirien återfinns den på taigan. I Nordafrika föredrar den ekskogar samt bestånd av atlascederträd och till och med palmdungar. I östra delen av dess utbredningsområde i Sibirien, Mongoliet och Kina föredrar den pil- och björkskog nära floder. Flodnära skogslandskap med pilträd som popplar tillhör habitaten för bokharensis-gruppen i Centralasien, liksom låga busklandskap och oaser; på högre höjdnivåer bebor den habitat från lövskog och barrskog till öppna områden med spridda träd.
Talgoxen är i allmänhet inte en flyttfågel. Par stannar vanligen nära eller inom sitt revir hela året runt, till och med i de norra delarna av utbredningsområdet. Unga fåglar sprider sig från sina föräldrars territorium, men vanligen inte så långt. Populationer kan bli invasionsflyttare under hårda vintrar, vilket innebär att grupper på upp till tusen fåglar utan förvarning kan flytta från norra Europa till Östersjöområdet, Nederländerna, Storbritannien och till och med till södra Balkan.
Talgoxen introducerades utan framgång i USA. Fåglar släpptes ut nära Cincinnati i Ohio mellan 1872 och 1874 men de lyckades inte etablera sig. Talgoxar föreslogs som en kontrollåtgärd mot äpplevecklare, vilket nästan ledde till att de infördes i några nya områden särskilt i USA, men denna plan genomfördes inte. Talgoxar infördes senare i provinsen Almaty i nuvarande Kazakstan åren 1960–1961 och etablerade sig där, men deras nuvarande status är oklar.

### Utbredning i Sverige
Talgoxen finns i hela Sverige och är i mellersta och södra Sverige en av de vanligaste mesarna. Med 709 884 individer ringmärkta åren 1911–2008 utgör talgoxen en av de vanligast ringmärkta fågelarterna i Sverige.

## Systematik
Talgoxen beskrevs första gången taxonomiskt, under sitt nuvarande vetenskapliga namn, av Carl von Linné i hans verk Systema Naturae. Dess vetenskapliga namn härrör från latinets parus "mes" och maior "större".
Talgoxen har en komplex systematik. Traditionellt beskrivs taxonet ha en utbredning från Storbritannien till Japan och söderut till den indonesiska övärlden, med 36 beskrivna underarter som förs till fyra huvudsakliga grupper.
- major-gruppen, med 13 underarter och den största utbredningen av grupperna, från Europa och söderut till norra Afrika, genom Mellanöstern, Iran och Irak, Israel och Libanon, genom Asien i södra Sibirien, Mongoliet, genom Transbajkal till Amurområdet.
- cinereus-gruppen med elva underarter, med utbredning från Mellanöstern genom södra Asien, i Indien, till Sydostasien, södra Vietnam och Indonesien.
- minor-gruppen med nio underarter med utbredning i Ostasien så långt nordväst som till Sachalin, i Kina och Japan, och söderut till norra Thailand.
- bokharensis-gruppen med tre underarter som ofta behandlas som en separat art, Parus bokharensis

I en DNA-studie där sekvenser av mitokondrie-DNA undersöktes fann man att de fyra grupperna var distinkt (monofyletiska) och att hybridiseringszonerna mellan grupperna var resultat av sekundär kontakt efter en tillfällig period av isolering.
En studie som publicerades 2005 bekräftade att major-gruppen var åtskild från cinereus- och minor-grupperna och att den tillsammans med P. m. bokharensis avvek från dessa två grupper för omkring 1,5 miljoner år sedan. Skillnaden mellan grupperna bokharensis och major beräknades ha uppkommit för omkring en halv miljon år sedan. Studien undersökte också hybrider mellan företrädare för grupperna major och minor i Amurdalen där de två möts. Hybrider var ovanliga, vilket tyder på att fanns någon form av hinder för fortplantning mellan de två grupperna. Studien rekommenderade att de två östliga grupperna skulle skiljas ut som en ny art, Parus cinereus (grå talgoxe) respektive Parus minor (östlig talgoxe), men att bokharensis-gruppen skulle behandlas som en del av arten talgoxe.
Inledningsvis följde bland annat de världsledande taxonomiska auktoriteterna Clements et al IOC rekommendationen från Päckert et al 2005 så att talgoxen delades in i de tre arterna östlig talgoxe (P. minor), grå talgoxe (P. cinereus) och talgoxe (P. major), inklusive bokharensis-gruppen. Sedan 2024 inkluderas dock östlig talgoxe i grå talgoxe.
Det band av Handbook of the Birds of the World som behandlar arterna i släktet Parus följde den mer traditionella klassificeringen och behandlar turkestanmesen som en separat art men behåller Parus cinereus och Parus minor inom talgoxen, vilket har mött kritik. Birdlife International väljer att betrakta talgoxekomplexet som en enda art.
När grå talgoxe urskiljs som egen art begränsas talgoxe till att omfatta 15 underarter i två grupper med följande utbredning:
- major-gruppen
  - P. m. newtoni – Brittiska öarna
  - vanlig talgoxe[22] P. m. major – Europa till nordvästra Iran, Sibirien, Bajkalsjön, Altaj och Sajanbergen
  - P. m. kapustini – nordvästra Kina (nordvästra Xinjiang) till Mongoliet och östra Sibirien
  - P. m. corsus – Iberiska halvön och Korsika
  - P. m. mallorcae – Balearerna
  - P. m. ecki – Sardinien
  - P. m. excelsus – nordvästra Afrika (Marocko till Tunisien)
  - P. m. aphrodite – södra Italien, Sicilien, södra Grekland, Medelhavets öar samt Cypern
  - P. m. niethammeri – Kreta
  - P. m. terraesanctae – nordvästra Syrien, Libanon, Israel och Jordanien
  - P. m. blanfordi – norra Irak och Iran
  - P. m. intermedius – nordöstra Iran och närliggande sydvästra Turkmenistan
- bokharensis-gruppen ("turkestanmes")
  - P. m. bokharensis – Ryssland till Tien Shan och Karatau samt nordvästra Afghanistan
  - P. m. ferghanensis – södra kirgiziska och västra Tien Shan till västra Pamir ich Turkestan
  - P. m. turkestanicus – Balkasjsjön till västra Kina (Xinjiang) och sydvästra Mongoliet

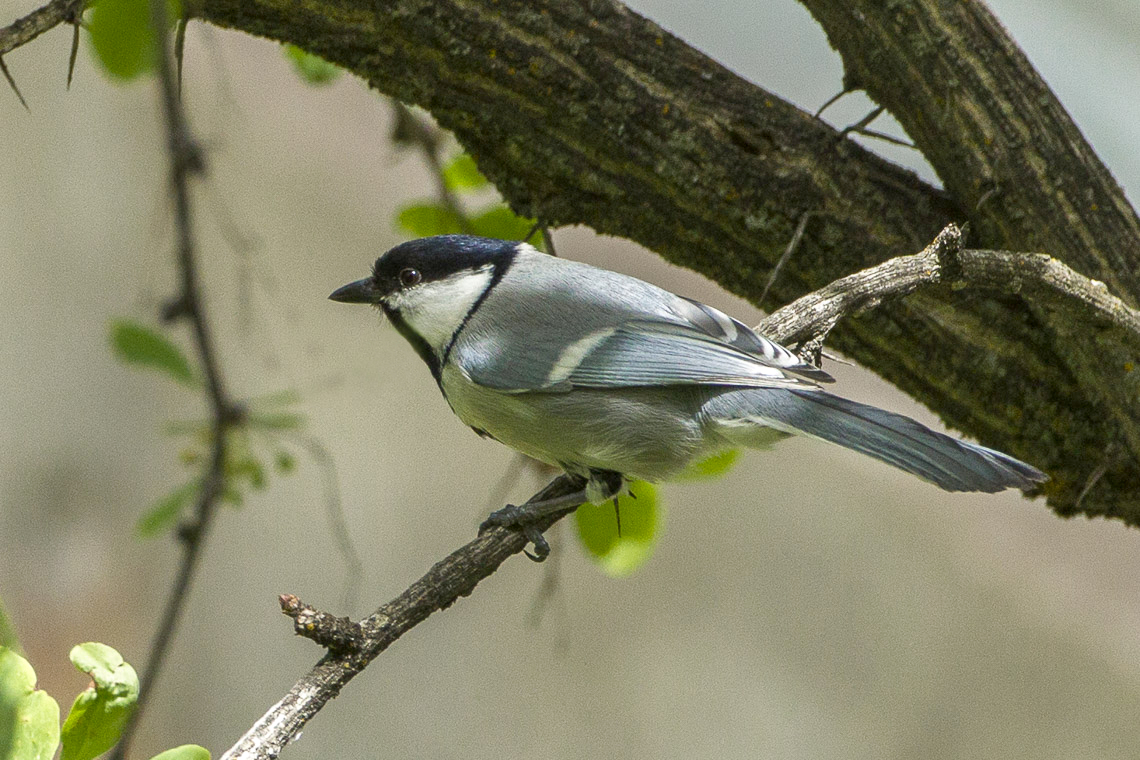
Talgoxe av underartsgruppen bokharensis, "turkestanmes", i Uzbekistan.

Vissa urskiljer även underarterna bargaensis med utbredning i Inre Mongoliet i nordöstra Kina, iliensis (östra Kazakstan och möjligen nordvästligaste Kina) samt dzungaricus (norra Xinjiang i nordvästra Kina).
Nominatformen av talgoxe är den med störst utbredningsområde. Att en enda, morfologiskt enhetlig underart dominerar över en så stor yta tyder på att nominatformen snabbt återkoloniserade ett stort område efter den senaste istiden. Denna hypotes stöds av genetiska undersökningar som antyder en geologiskt sentida genetisk flaskhals åtföljd av en snabb populationsökning.
Talgoxe och grå talgoxe är systergrupp till orienttalgoxe (Parus monticolus) i Sydasien. Hybrider av talgoxe är mycket sällsynta, men har observerats med blåmes, svartmes och troligtvis även med entita.

## Ekologi

### Föda

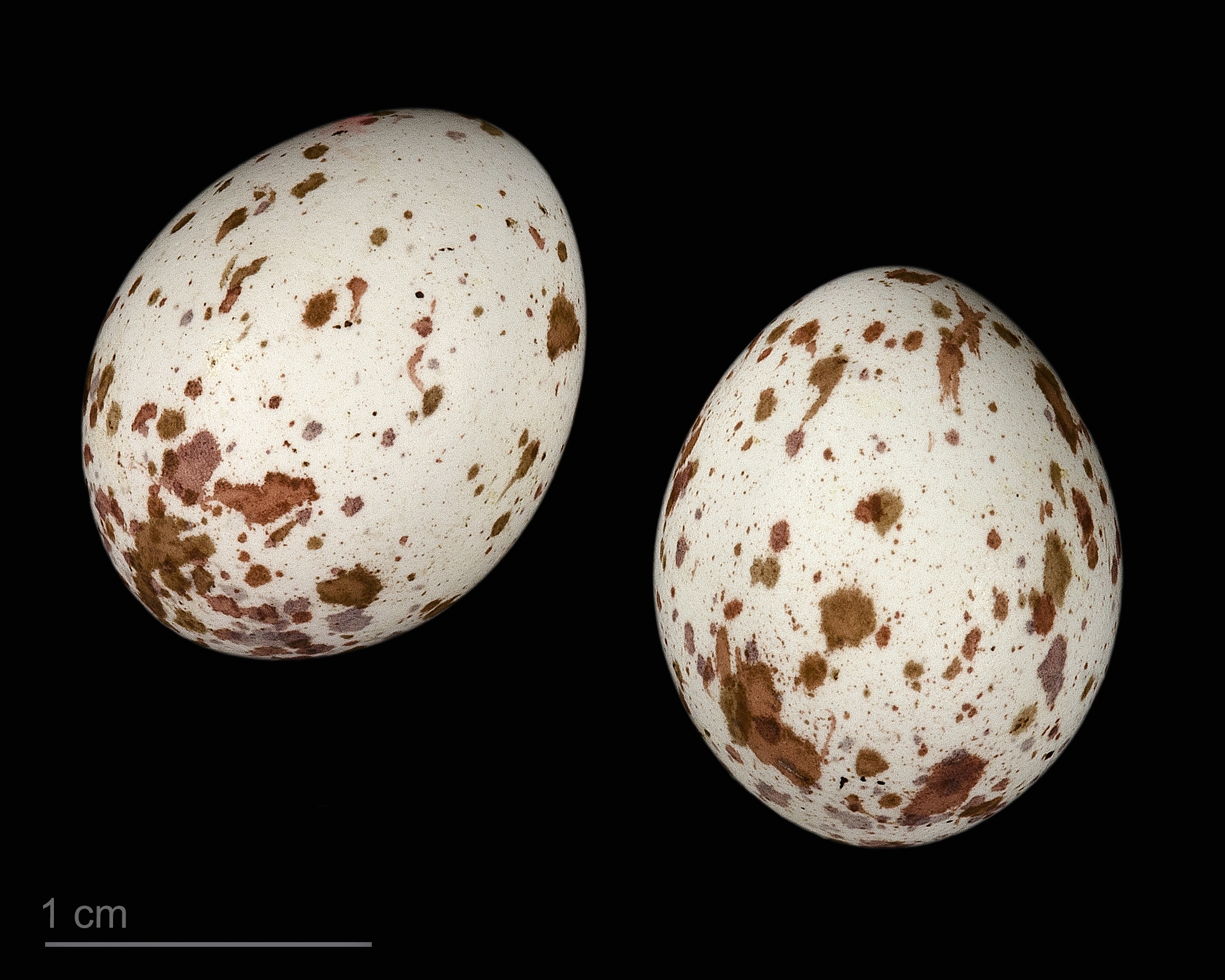
Ägg från underarten Parus major corsus

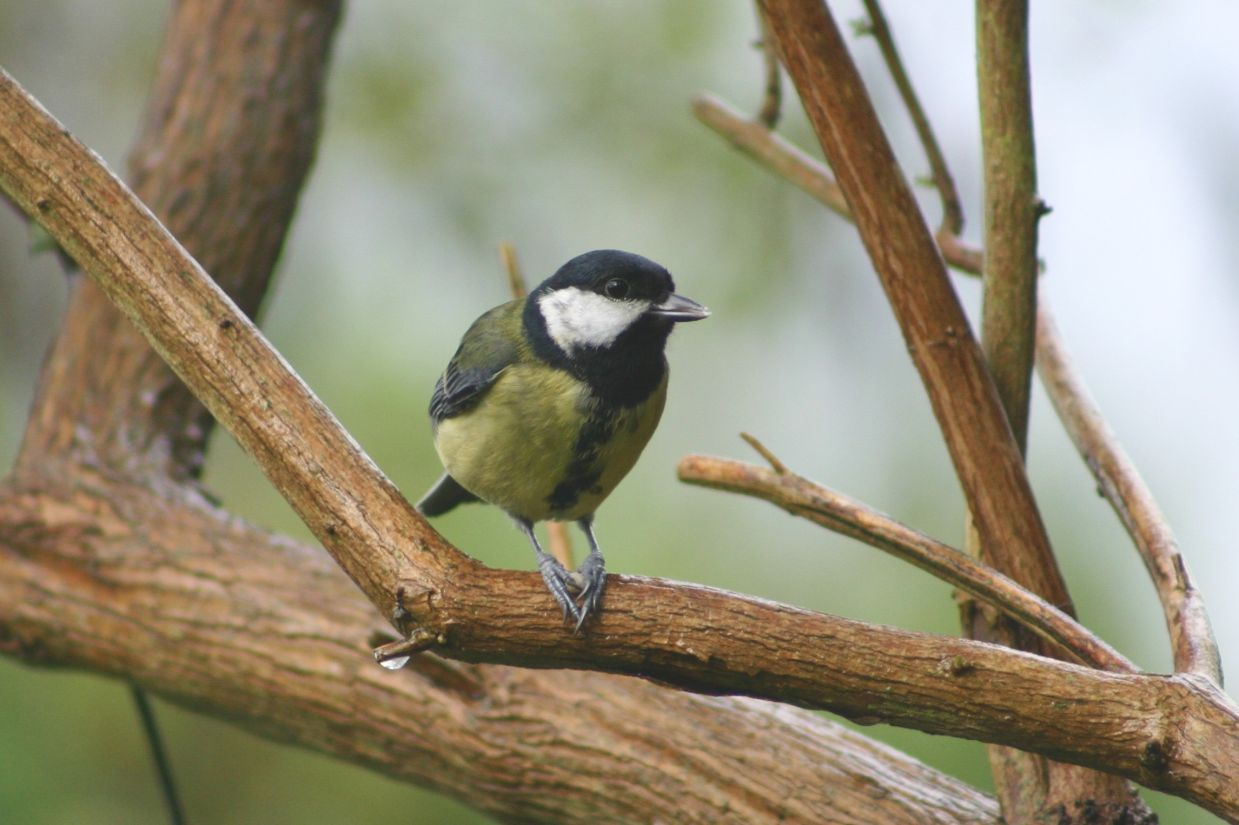
Liksom andra mesar håller talgoxar födan med fötterna medan de äter.

På sommaren äter talgoxar främst insekter och spindlar som de fångar genom att plocka dem från löv. Bland bytena finns kackerlackor, gräshoppor och syrsor, nätvingar, tvestjärtar, halvvingar, myror, flugor, nattsländor, skalbaggar, näbbsländor, gråsuggor, lockespindlar, bin och getingar samt snäckor. Under häckningssäsongen utfodrar talgoxarna sina ungar med proteinrika fjärilslarver. En studie som publicerades 2007 fann att talgoxar bidrog till att minska skador från larver i äppelträdgårdar med så mycket som 50 procent. Ungarna genomgår också en period i sin tidiga utveckling då de utfodras med ett olika spindlar, möjligen av näringsmässiga orsaker. Under höst och vinter på norra halvklotet, då färre insekter finns tillgängliga, utökar talgoxen sin föda med bär och frön. Frön och frukter kommer vanligtvis från lövträd och buskar, däribland bok och hassel. Vintertid utgör ungefär 90% av födan växtmaterial hos de populationer som lever i norra Europa. När det finns tillgängligt tar de gärna matrester, jordnötter och solrosfrön från fågelbord. Under särskilt stränga vintrar kan de förtära 44 % av sin kroppsvikt i solrosfrön. De födosöker ofta på marken, särskilt under år med hög produktion av bokollon. Talgoxar och andra mesar bildar artblandade grupper, så kallade meståg, som födosöker tillsammans under vintern.
Stora matbitar, som stora frön eller byten, hanteras genom att fågeln håller föremålet med ena foten eller båda fötterna och slår på det med näbben tills det går att äta. Med denna metod kan en talgoxe ta sig in i en hasselnöt på omkring tjugo minuter. När de utfodrar ungarna kan de adulta fåglarna slå av huvudena på stora insekter för att göra dem lättare att förtära, och rensa bort tanninerna ur fjärilslarver vilket annars kan fördröja ungens tillväxt.
I talgoxens födosök kombineras dess mångsidighet i födoval, tillsammans med stor förmåga till problemlösning. I England lärde sig talgoxar att bryta upp foliekapsylerna på hemlevererade mjölkflaskor för att komma åt grädden på toppen. Detta beteende, som noterades första gången 1921, spreds snabbt under de följande tjugo åren. År 2009 rapporterades att talgoxar dödade och åt Pipistrellus-fladdermöss. Detta är första gången någon observerat att en sångfågel jagar fladdermöss. Talgoxarna gör bara detta på vintern då fladdermössen går i ide och det är dålig tillgång på annan föda. Det förekommer också att talgoxar dödar andra småfåglar. Kanske främst för att undanröja konkurrens men det finns även observationer av talgoxar som dödat småfåglar för föda. Talgoxen har också observerats använda redskap i form av barr som de hållit med näbben för att dra ut larver ur trädhålor.

### Häckning
Talgoxen är socialt monogam och upprättar häckningsrevir. Reviret bildas i slutet av januari och börjar försvaras på senvintern eller tidig vår. De återanvänds vanligtvis under flera år, till och med om en i paret dör, så länge som kullarna föds upp med framgång. Honor förflyttar sig ofta till nya revir om deras bo har plundrats föregående året. Om paret av någon anledning separerar skingras fåglarna och honan flyttar då längre än hanen för att upprätta ett nytt revir. Fastän talgoxen är socialt monogam är parningar utanför paret vanliga. En studie i Tyskland visade att 40% av bona innehöll några ungar med annan fader än den häckande hanen och att 8,5% av alla ungar kommit till på detta sätt.

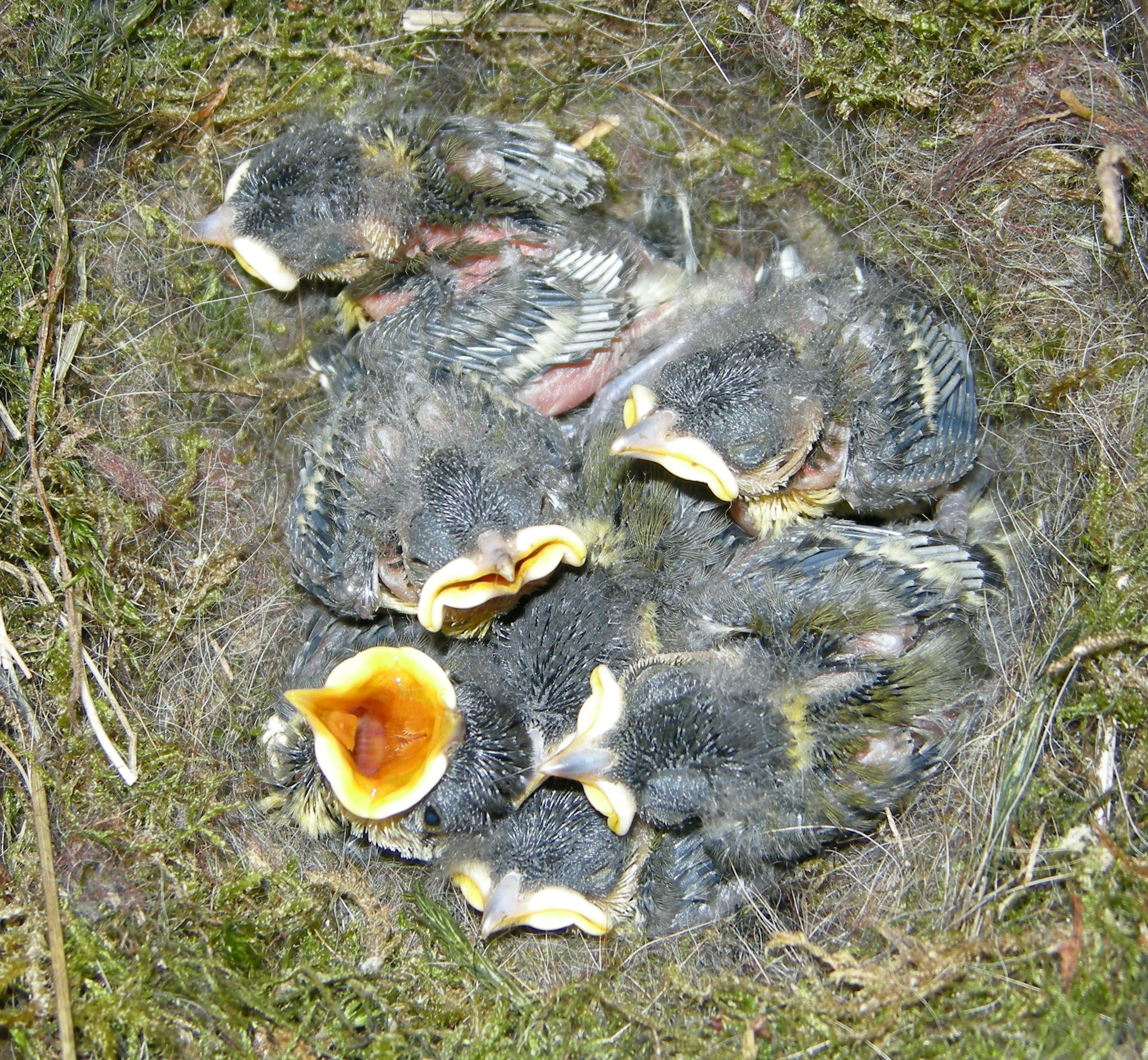
Boungar

Talgoxens häckning är säsongsbunden. Den exakta tiden varierar beroende på ett antal faktorer, i första hand plats. Häckning sker mestadels mellan januari och september. I Europa inleds häckningssäsongen vanligen efter mars. I Israel finns exceptionella observationer av häckning under månaderna oktober till december. Mängden solljus och dagstemperatur påverkar också tidpunkten för häckningen. En undersökning fann ett starkt samband mellan tidpunkten för äggläggning och den största förekomsten av fjärilslarver, som i sin tur har samband med temperatur. På individnivå tenderar yngre honor att börja lägga ägg senare än äldre.
Under häckningstiden håller talgoxen framför allt till i lövskogar och parker. Talgoxar är hålhäckare som vanligen häckar i träd, men ibland i husväggar eller bergväggar, och använder gärna holkar. Boet inuti håligheten byggs av honan och tillverkas av växtfibrer, gräs, mossa, hår, ull och fjädrar. Antalet ungar i en kull är ofta mycket stort, så många som 18, men fem till tolv är vanligare. Kullen är mindre när fåglarna börjar lägga ägg senare, och även när konkurrenterna är fler. Vid andrahäckningar tenderar kullarna att vara mindre. Talgoxar på öar lägger mindre kullar med större ägg än fåglar på fastlandet. Äggen är cirka 18 millimeter stora och vita med rödaktiga fläckar. Honan sköter hela ruvningen och utfodras då av hanen. Honan håller sig tätt intill äggen och väser när hon blir störd. Tidpunkten för kläckning, som helst synkroniseras med den största tillgången på byten, kan manipuleras när miljöförhållanden ändras efter att det första ägget lagts genom att ruvningen inleds senare, att fler ägg läggs eller att det tas en paus under ruvningen. Ruvningen varar i 12 till 15 dagar.

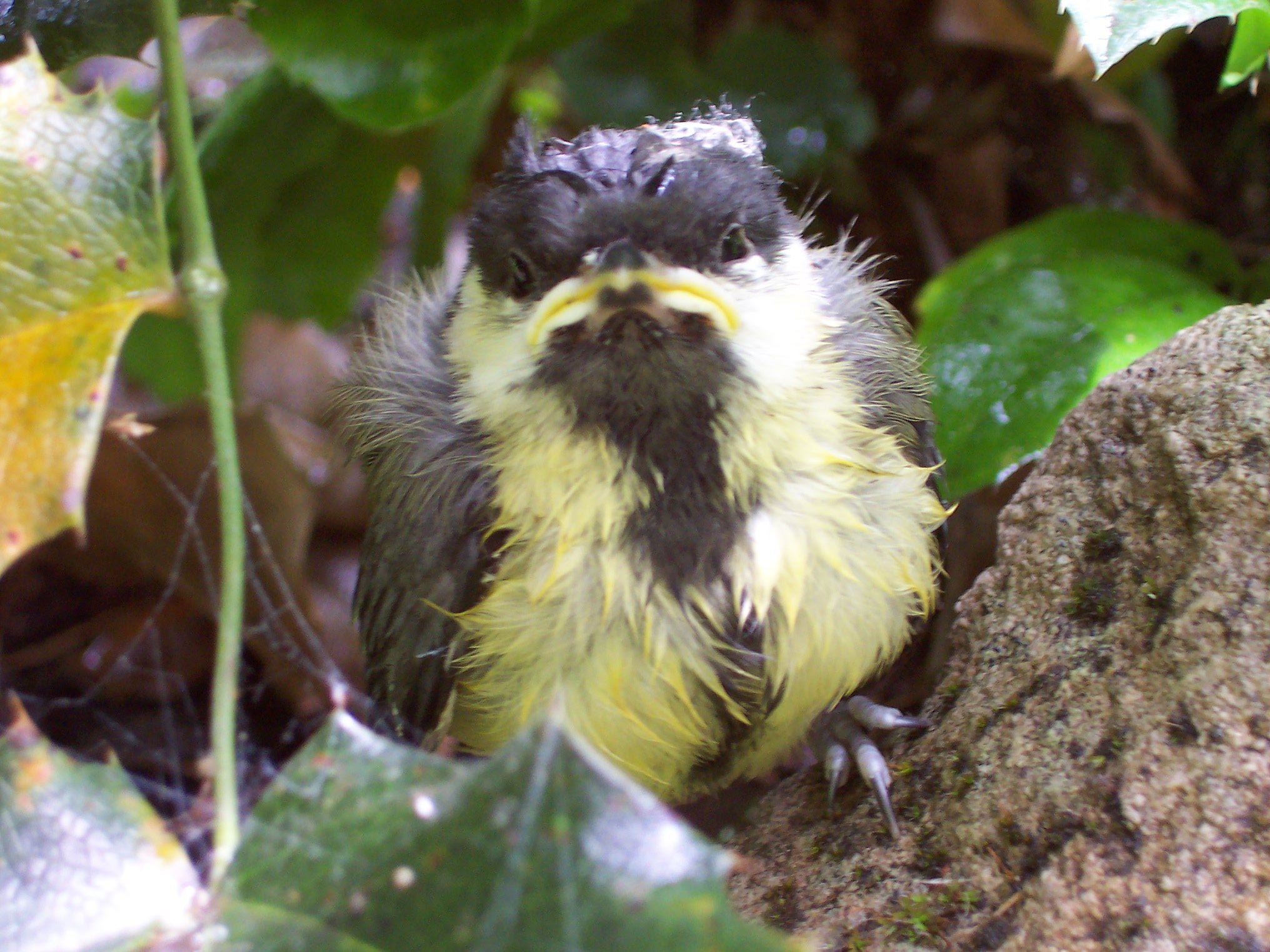
Nyss flygfärdig unge

Ungarna är liksom hos alla mesar nakna och blinda när de kläcks. När fjädrarna börjar framträda är ungarna ovanliga för att vara bostannare genom att deras fjäderdräkt är färgad med karotenoider på samma sätt som deras föräldrar (hos de flesta arter är den gråbrun för att undvika predation). Nacken är gul och drar till sig föräldrarnas uppmärksamhet genom sin ultravioletta reflektans. Detta kan vara för att göra dem lättare att hitta i svagt ljus, eller vara en signal om fitness för att få föräldrarnas uppmärksamhet. Denna fläck blir vit efter den första ruggningen vid två månaders ålder, och minskar i storlek när fågeln växer.
Ungarna utfodras av båda föräldrar och får vanligen 6–7 g föda om dagen. Båda föräldrarna ger ungarna mat och håller rent i boet genom att plocka bort avföring. Båda könen gör lika stora insatser. Ungarna stannar i boet i 16 till 22 dagar och blir oberoende av föräldrarna åtta dagar efter att ha blivit flygga. Utfodringen kan fortsätta även efter att ungen blivit oberoende, upp till 25 dagar för ungar från den första kullen, men så länge som 50 dagar för den andra kullen. Boungar från andrakullar har svagare immunförsvar och kroppskondition än de från förstakullar, och därför en lägre överlevnadsgrad. Talgoxen blir könsmogen vid ett års ålder.

### Predatorer, parasiter och sjukdomar
Sparvhöken är en rovfågel som angriper talgoxar. Ungar från andrakullar är mer utsatta, delvis på grund av sparvhökens större behov av föda till sina egna ungar. Talgoxebon plundras av större hackspettar, särskilt i vissa typer av fågelholkar. Andra boplundrare är till exempel introducerade gråa ekorrar (i Storbritannien) och vesslor, som kan ta även vuxna fåglar i boet. En art av käklöss som beskrivs som Rostrinirmus hudeci isolerades och beskrevs 1981 från talgoxar i centrala Europa. Loppan Ceratophyllus gallinae är mycket vanlig i blåmes- och talgoxebon. Den var ursprungligen specialiserad på mesar, men de torra, tätbefolkade förhållandena i hönsgårdar gav den nya möjligheter. Denna loppa tas gärna av stumpbaggen Gnathoncus punctulatus. Kortvingen Microglotta pulla äter också loppor och deras larver. Dessa skalbaggar finns ofta kvar i övergivna fågelbon, men de kan bara föröka sig i de höjda temperaturer som alstras av häckande fåglar, och föredrar mesar som värdar.

## Talgoxen och människan

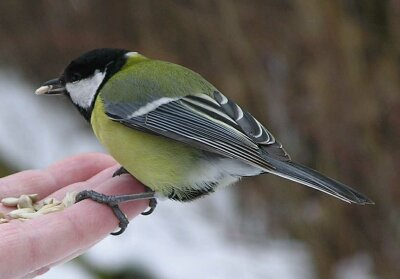
Talgoxens villighet att använda fågelbord och fågelholkar gör den populär hos allmänheten och användbar för forskare.

Talgoxen är en populär trädgårdsfågel vid fågelmatare och dylikt. Den är ganska lätt att få så tam att den äter ur handen. Dess villighet att flytta in i fågelholkar har gjort den till ett värdefullt föremål för ornitologisk forskning, och den är en av de mest utforskade fåglarna i världen. Den har varit särskilt användbar som modell för forskning om utveckling av olika egenskaper i levnadshistorien, särskilt kullstorlek. Vid en sökning i en litteraturdatabas fanns 1349 artiklar med anknytning till Parus major för perioden mellan 1969 och 2002.

### Populationsutveckling, status och hot
Talgoxen är en mycket talrik och vida spridd fågelart. IUCN klassar den som livskraftig med stabil populationsutveckling och Birdlife International uppskattar världspopulationen till mellan 423 och 683 miljoner adulta individer. Dessa båda inkluderar dock grå talgoxe i arten.
Talgoxen har i allmänhet anpassat sig till mänskliga förändringar av miljön. Den är fortfarande vanligare, och har större häckningsframgång, i områden med orörd skog, men den har anpassat sig till människors miljöer, inklusive städer, där den kan vara mycket vanlig. Exempelvis har den häckande populationen i staden Sheffield (en stad med en halv miljon människor) uppskattats till 17 164 individer. När den anpassar sig till mänskliga miljöer har det observerats att dess sång förändras i bullriga stadsmiljöer. I områden med lågfrekvent bakgrundsbuller har sången högre frekvens än i tystare områden. Talgoxen har utvidgat sitt utbredningsområde norrut till Skandinavien och Skottland och söderut till Israel och Egypten.

### Folktro
Förr förknippades talgoxen ibland med otur, särskilt i norra Sverige. Exempel ur svensk gammal folktro finns från Uppland, Jämtland och den samiska kulturen. En orsak till detta är att talgoxen sjunger tidigt om våren, en tid på året som på landsbygden ofta innebar svårigheter med lite mat och foder. Dess sång har tolkats på en rad olika sätt, exempelvis "Spicket fläsk! Spicket fläsk!", eller som "Lite hö! Lite hö!", eller "Fitte-tju Fitte-tju" (fett-tjuv). Talgoxen förekommer i ordspråk som Då talgoxen vässer plogbillen är det snart dags att så från Stenstorp i Västergötland. I andra ordspråk förebådar talgoxen sådant som tur, otur, kallt väder eller död. Inom samisk kultur var talgoxen en otursfågel, som ibland kallades trollsparv, och som alltid förebådade döden.

### Namn
Namnet talgoxe kommer dels av att talgoxar gärna äter talg, och efterledet oxe används i en del fågel-, fisk- och insektsnamn (ekoxe, mulloxe – larv av tordyvel, rabboxe – siklöja). Enligt Ivar Hortling används oxe för att beteckna att fågeln är glupsk.
Föråldrade och dialektala namn är bland andra talgmes, talgsmack och talghatt i Sörmland; talgsmok och gulspink i Småland; talgtita i Västergötland; spickeköttsfågel i Blekinge, Gotland, Närke och Dalarna; belmes i Hälsingland; messeta i Bohuslän; täckling i Jämtland; livstyckspojke, talgmes, talgtrast, Talg-Per och Kött-Månge i Dalarna. I svenskspråkiga Finland har den kallats filarefågel, fett-tvint, talghackare, brotatet och korvtjetare.
Namnet talgoxe är belagt i svensk skrift sedan cirka 1645. Namnet har enligt SAOB förr även använts om blåmesen, och därtill som nedsättande benämning på en mansperson.